# Aero A-12
Aero A-12 – czechosłowacki samolot rozpoznawczy i lekki samolot bombowy z okresu międzywojennego. 

## Historia
Na początku lat dwudziestych wytwórnia Aero stała się najlepszą czechosłowacką wytwórnią lotniczą. W kwietniu 1923 roku czechosłowackie lotnictwo wojskowe zwróciło się do wytwórni Aero o budowę nowego samolotu rozpoznawczego i zamówiło na początek dwie serie takich samolotów w łącznej ilości 50 sztuk. Prototyp tego samolotu oznaczono jako A-12, został on oblatany jesienią 1923 roku i zaraz rozpoczęto jego produkcję seryjną. Lotnictwo wojskowe w listopadzie 1923 roku zamówiło kolejna serię 26 samolotów, a w grudniu 1924 kolejne 18 samolotów. Łącznie w latach 1923–1925 zbudowano 94 samoloty tego typu, przy czym 12 samolotów, których kadłuby wykonano w wytwórni Aero, zbudowano w wytwórni Letov.
Samolot ten stał się podstawą do budowy kolejnego samolotu rozpoznawczego, który otrzymał oznaczenie Aero A-11. 

## Użycie w lotnictwie
Samoloty Aero A-12 były systematycznie wprowadzane do lotnictwa czechosłowackiego od roku 1924, gdzie używano ich jako samolotów rozpoznawczych i lekkich samolotów bombowych. Na samolotach tego typu piloci wojskowi uczestniczyli w zawodach lotniczych, zajmując czołowe miejsca, a kpt. Kalla ustanowił w czasie takich zawodów rekord prędkości w locie okrężnym samolotów dwumiejscowych, osiągając wynik 202,1 km/h.  

## Opis techniczny
Samolot Aero A-12 był dwumiejscowym dwupłatem o konstrukcji mieszanej, kadłub miał konstrukcję zbudowaną z metalowych rur stalowych, natomiast skrzydła – drewnianą. Podwozie klasyczne – stałe, z płozą ogonową. 
Napęd stanowił silnik rzędowy 6-cylindrowy umieszczony z przodu kadłuba, chłodzony cieczą, chłodnice umieszczono po bokach silnika. Napędzał on dwułopatowe śmigło.
Uzbrojenie stanowiły: 1 zsynchronizowane karabiny maszynowe Vickers  wz. 09 kal. 7,7 mm – obsługiwane przez pilota, 2 sprzężone ruchome karabiny maszynowe Lewis wz. 15 kal. 7,7 mm – obsługiwane przez obserwatora-strzelca. Samolot mógł przenosić także bomby lotnicze o łącznej wadze 200 kg. Wyposażony był również w aparat fotograficzny i radiostację.